# Niccolò di ser Sozzo

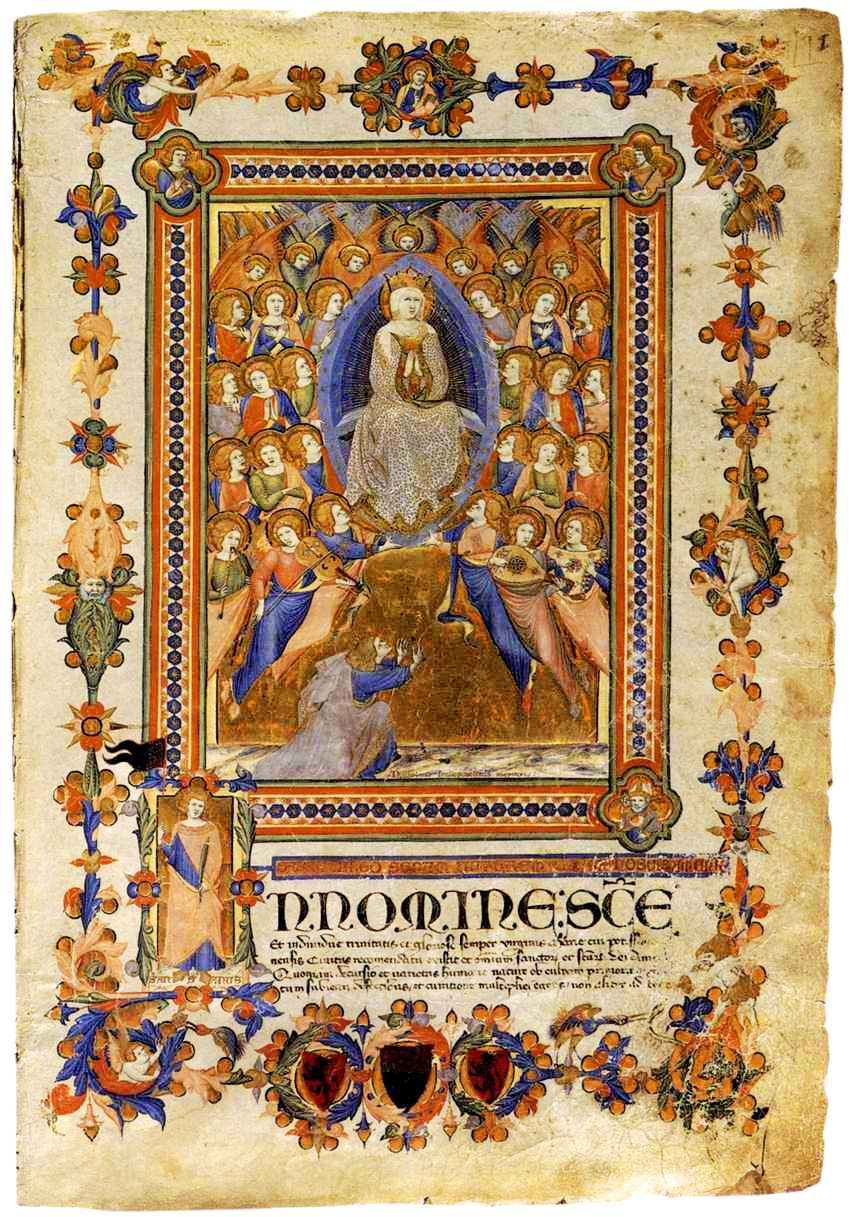
Il Caleffo dell'Assunta, nell'Archivio di Stato di Siena

Niccolò di ser Sozzo (Siena, ... – Siena, 1363) è stato un miniatore e pittore italiano, che compilò codici musicali di natura religiosa.

## Biografia
Niccolò di ser Sozzo nacque a Siena, ma non si conosce molto della sua vita se non che fu attivo intorno alla metà del XIV secolo e morì nel 1363. Il suo unico lavoro certo fu una Assunzione, che costituisce il frontespizio di un caleffo, conservata nella sezione delle "Riformagioni"  dell'Archivio di Stato di Siena. A partire da questa opera gli sono stati attribuiti altri lavori su pergamena, come alcuni cantorini, e dipinti su tavola.